# Slag bij Yamen

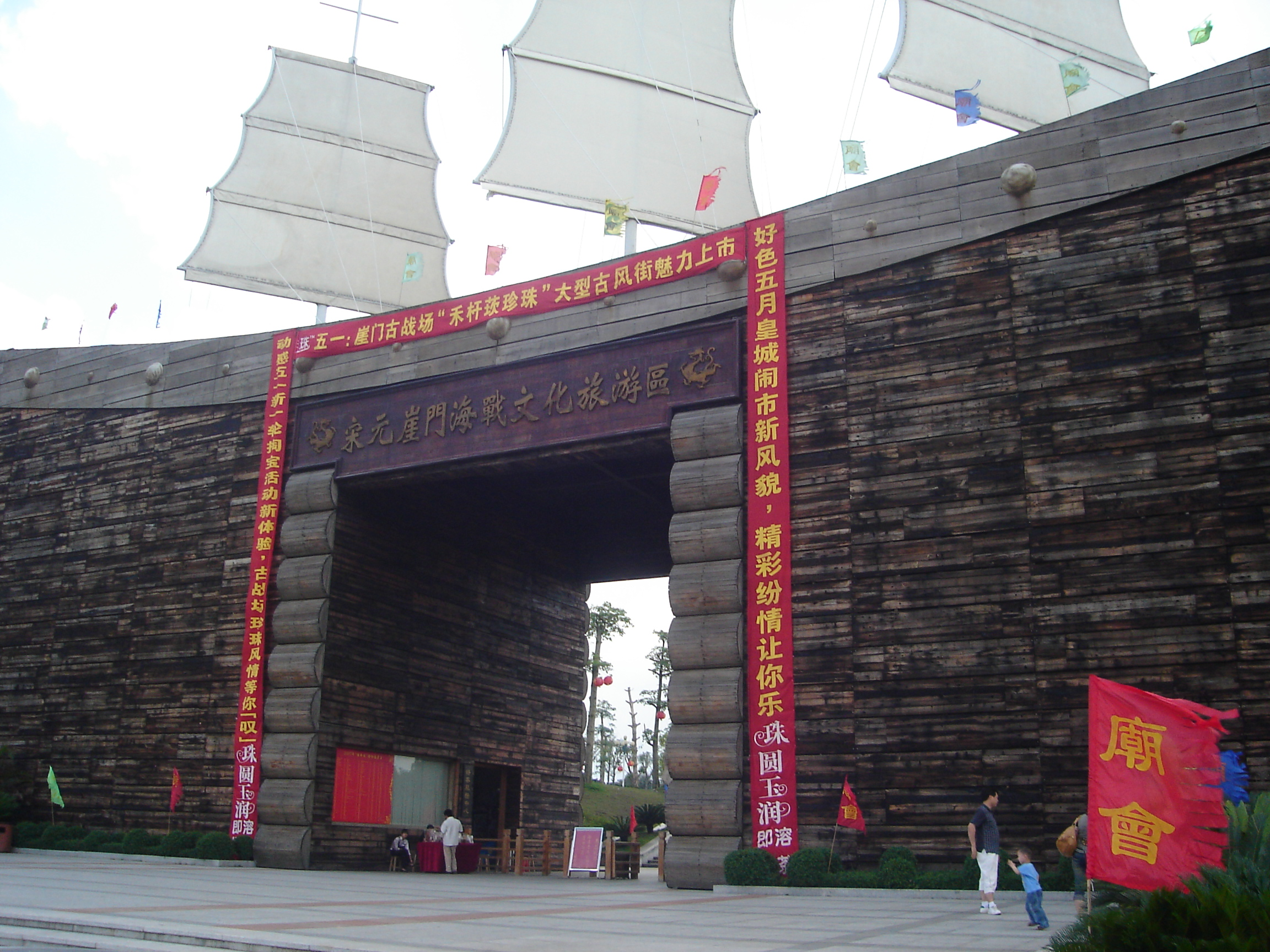
Een park in Xinhui ter nagedachtenis aan de slag

Op 19 maart 1279 zegevierde de Chinese generaal Zhang Hongfan over het laatste verzet van de ruim 300 jaar oude Song-dynastie. Deze slag op het water vond plaats bij Yamen, tegenwoordig gelegen in Xinhui in de provincie Guangdong. De slag duurde meerdere dagen. Uiteindelijk gaven de verzwakte Song-oorlogsschepen zich over. De 1000 Song schepen waren aan elkaar vastgeketend als één drijvend gevechtsplatform, om te voorkomen dat individuele schepen zouden deserteren. Het schip met de premier en de kind-keizer lag in het midden. De dekken waren bedekt met nat slijk tegen branders. De Mongoolse schepen omsingelden ze van vier kanten. Toen hij zag dat de slag verloren was, sprong de premier Lu Xiufu samen met de kind-keizer Zhao Bing te water waar zij beiden verdronken.
De bevelhebber Zhang Shijie van de Song-vloot wist aanvankelijk te ontsnappen maar zijn schip zou later tijdens een storm gezonken zijn.